# Maccabi Bnei Reineh FC
Maccabi Bnei Reineh (Arabisch: مكابي ابناء الرينة, Hebreeuws: מכבי בני ריינה) is een Israëlische professionele voetbalclub uit Reineh (nabij Nazareth). De club speelt zijn thuiswedstrijden in de Green Stadium, gelegen in Nof HaGalil.
Het team speelt in het seizoen 2022-23 in de Israëlische Ligat ha'Al nadat het in 2022 promoveerde, en is naast Bnei Sakhnin de tweede Arabisch-Israëlische voetbalclub die uitkomt in de hoogste divisie van Israël.

## Historie
In de jaren 90 en het begin van 2000 speelde Maccabi Bnei Reineh in de Liga Gimel, dat het vijfde en laagste nationale niveau is van het Israëlische voetbal. Tijdens deze periode behaalde de club geen noemenswaardige resultaten, en uiteindelijk ging de club in 2008 failliet.
Acht jaar later, in 2016, werd de club opnieuw opgericht door een lokale zakenman, Saeed Basoul. Aan het einde van het seizoen 2016-2017 werd Bnei Reineh kampioen in de Liga Gimel Jezreel, en promoveerde daarmee naar de Liga Bet (het vierde nationale niveau van Israël).
Na enkele jaren in de Liga Bet lukte het in het seizoen 2019-20 om te promoveren naar de Liga Alef (derde nationale divisie), al was dat niet op de conventionele manier. Doordat het seizoen vanwege de coronapandemie werd gestopt, zouden er geen promotieplaatsen zijn. Maccabi Bnei Reineh vechtte dit besluit aan, en op 23 september 2020 oordeelde het tribunaal van de Israëlische voetbalbond dat ze toch promoveerden naar de Liga Leumit. In dat seizoen behaalde de club ook voor het eerst de knock-out fase van de Israel State Cup.
Na twee seizoenen op het tweede nationale niveau werd Bnei Reineh op 6 mei 2022 kampioen in de Liga Leumit na een 1-0 overwinning tegen Hapoel Umm al-Fahmen, en promoveerde de club voor het eerst in haar clubgeschiedenis naar de Israëlische Ligat ha'Al. Daarmee lukte het de ploeg uit Reineh om drie opeenvolgende competitiepromoties in drie seizoenen te behalen.
Op 3 oktober 2022 won de club haar allereerste wedstrijd op het hoogste Israëlische voetbalniveau na een 3-2 overwinning tegen Beitar Jerusalem. Daarnaast was het de enige club die tijdens het seizoen niet verloor en geen tegendoelpunt kreeg van de kampioen Maccabi Haifa.

## Stadion
Tot 2021 speelde Bnei Reineh in het gemeentelijk stadion van hun stad.
Nadat de club in 2020 promoveerde naar de Liga Leumit verhuisde de club naar het Green Stadium in het nabijgelegen Nof HaGalil, omdat hun eigen stadion niet voldeed aan de eisen van de Liga Leumit. Ook in de Ligat ha'Al speelt Bnei Reineh haar thuiswedstrijden in dit stadion.
MS Asjdod · 
Beitar Jeruzalem ·
Hapoel Beër Sjeva · 
Ihoud Bnei Sachnin ·
Hapoel Haifa · 
Hapoel Ironi Kiryat Shmona · 
Hapoel Jeruzalem FC ·
Hapoel Petach Tikwa ·
Hapoel Tel Aviv FC ·
Ironi Tiberias ·
Maccabi Bnei Reineh FC ·
Maccabi Haifa ·
Maccabi Netanja ·
Maccabi Tel Aviv FC